# Les Nuits érotiques d'une courtisane
Pour plus de détails, voir Fiche technique et Distribution.
Les Nuits érotiques d'une courtisane (Poppea... una prostituta al servizio dell'impero) est un péplum érotique italien réalisé par Alfonso Brescia et sorti en 1972.

## Synopsis
Dans la Rome impériale, Ottone et Savio, profiteurs professionnels, deviennent capitaines à la cour de Néron. On les honore comme de valeureux prétoriens et ils se retrouvent impliqués dans de dangereuses conspirations. Mais avec l'arrivée de Poppée, tout rentre dans l'ordre.

## Fiche technique
- Titre français : Les Nuits érotiques d'une courtisane ou Poppée, une prostituée au service de l'empereur[1]
- Titre original : Poppea... una prostituta al servizio dell'impero ou Messalina 2[2]
- Réalisation : Alfonso Brescia
- Scénario : Vittorio Vighi (it), Alfonso Brescia, Mario Amendola
- Photographie : Franco Villa (it)
- Montage : Vincenzo Vanni
- Musique : Carlo Savina
- Décors : Francesco Calabrese
- Production : Mario Amendola
- Sociétés de production : Luis Film
- Format : couleurs par Eastmancolor - 2,35:1 - Son mono - 35 mm
- Pays de production :  Italie
- Langue de tournage : italien
- Genre : péplum érotique
- Durée : 93 minutes
- Dates de sortie : 
  - Italie : 21 novembre 1972 (visa délivré le 11 novembre 1972)
  - France : 1er juillet 1974

## Distribution
- Femi Benussi : Poppea
- Don Backy : Ottone
- Piero Scheggi : Savio
- Linda Sini : Agrippina
- Eva Czemerys : Vierge de Cappadoce
- Esmeralda Barros : Tortilla
- Renato Rossini : Tigellino
- Vittorio Caprioli : Nerone
- Andrea Scotti :
- Carla Mancini :